# Lumberton (Teksas)
Lumberton je grad u američkoj saveznoj državi Teksas. Prema popisu stanovništva iz 2010. u njemu je živjelo 11.943 stanovnika.